# Beleidigung (Geisteswissenschaften)
Beleidigung ist etwas herunterzuspielen das jemandem viel bedeutet. Das beinhaltet jede Art von verbaler oder nonverbaler Kommunikation, kann aber auch eine körperliche Handlung sein. Einem Subjekt wird dadurch symbolisch verletzt Es existieren zahlreiche weitere Definitionen des Begriffs „Beleidigung“. Die Rechtstheorie behandelt sie als Ehrdelikt. In Deutschland gilt „Beleidigung“ als Tatbestand des Strafrechts, in der Schweiz wird sie innerhalb der Rechtsnorm als „Beschimpfung“ bezeichnet. In Großbritannien wurde der Straftatbestand nach prominenten Fehltritten unter dem Motto „Feel free to insult me“ abgeschafft.

## Wortherkunft
Der Begriff Beleidigung lässt sich in zwei Wortbestandteile aufteilen. Das Präfix „Be-“ und den Wortstamm „Leidigung“. Der Wortstamm steht allgemein für die Widerfahrnis einer Verletzung. Das „Be-“ verweist etymologisch auf die transitive Dimension des Geschehens. Das heißt, die Beleidigung ist ein Geschehen zwischen mindestens zwei Subjekten.

## Soziologie
In der Soziologie wird die Beleidigung als symbolische Gewalt vor allem im Rahmen der Gewaltforschung erforscht.

„Eine Beleidigung ist eine sprachliche oder körperliche Handlung, durch die einem Subjekt eine symbolische Verletzung zugeführt wird.“

Beschimpfung, obszöne Gesten und körperliche Übergriffe gelten als typische Ausdrucksformen. Um die einzelnen Aspekte der Beleidigung zu erfassen, kann man sie in vier Bestandteile aufteilen, in die man viele Formen der Gewaltausübung aufteilen kann.
1. Handelndes Subjekt
2. Gewalttat des handelnden Subjekts
3. Erleidendes Subjekt
4. Verletzung des erleidenden Subjekts

Der Hauptunterschied der Beleidigung zu anderen Gewalttaten ist, dass die Gewalttat und die Verletzung im Wesentlichen symbolischer Natur sind. Ein Kritikpunkt der soziologischen Erforschung der Beleidigung ist, dass sie genau wegen dieses symbolischen Charakters die Beleidigung nicht in den Blick der Gewaltforschung kommt oder lediglich als sekundäres Phänomen von der physischen Gewalt abgeleitet wird.

### Begriffsgeschichte
Im Medium der Sprache gilt die Beschimpfung als Archetyp der Beleidigung. Dass die Beleidigung neben der Sprache auch im Medium der körperlichen Verletzung stattfinden kann, zeigt der Begriff der Injurie. Im frühneuzeitlichen Recht wird zwischen der Realinjurie und der Verbalinjurie unterschieden. Die Bezeichnung geht zurück auf das lateinische iniuria, das im römischen Recht allgemein für Unrecht stand; heute steht Injurie im Deutschen für eine Verletzung der Ehre.
Mit der Eingliederung von physischer Gewalt in den Bereich der Beleidigung soll zur Geltung kommen, dass neben dem rein körperlichen Akt der Verletzung einer anderen Person immer gleichzeitig auch ein Angriff auf die Integrität der Person stattfindet. Das Gesicht einer Person in den Schmutz zu drücken oder eine Person auf die Knie zu zwingen, sind Beispiele solcher Akte, die auf die symbolische Verletzung des anderen zielen.

### Soziale Folgen der Beleidigung
So wie die Trauung eines Priesters als symbolische Handlung den gesellschaftlichen Status der Ehe hervorbringen kann, können auch andere symbolische Handlungen den sozialen Status einer Person in der Gesellschaft nachhaltig verändern. Dieses Charakteristikum wird als Logik der Ortsverschiebung bezeichnet. Diese Ortsverschiebung zeigt sich auch in den sprachlichen Alltagsbeschreibungen für Beleidigungen: Herabsetzung, Erniedrigung oder Abwertung.
Ganz allgemein kann man die Folgen einer Beleidigung in zwei Überkategorien unterteilen. Einmal den Ausschluss aus der sozialen Teilhabe einer Gruppe, die Desintegration; und zum anderen die Positionierung auf der Achse der Überlegenheit und Unterlegenheit, bei dem der Wert des Subjekts im Mittelpunkt steht.

### Kraft der Beleidigung
Es werden drei Kategorien diskutiert, die dazu geeignet sind die Stärke oder Kraft einer Beleidigung zu klassifizieren. Die Autorität der Position aus der gesprochen wird, die Instanz des Publikums und die gesellschaftlichen Klassifikationen.
Die Autorität des Beleidigenden lässt ihn nicht mehr als Individuum sprechen, sondern stellt hinter ihn die Instanz, in dessen Namen er spricht. Je nach gesellschaftlicher Stellung dieser Instanz kann sich die Kraft der Beleidigung erhöhen.
Das Publikum, das der Beleidigung beiwohnt, verhilft der Beleidigung zu Öffentlichkeit. Erst durch Öffentlichkeit kann eine Beleidigung zur sozialen Wirklichkeit führen, in der der Betroffene durch das Handeln des Publikums soziale Folgen erleidet.
Was einer Beleidigung im Einzelfall ihre Kraft verleiht, kann letztendlich jedoch nur in einer Analyse des Einzelfalls festgestellt werden. Der theoretischen Kategorisierung der Bedingungen, die einer Beleidigung Stärke, Kraft oder Gewicht verleihen, sind Grenzen gesetzt. Keine dieser drei Kategorien kann ein Gelingen einer Beleidigung garantieren. Das Gegenteil kann der Fall sein; eine Beleidigung in einer Zweiersituation ohne Publikum kann beispielsweise schwerer wiegen als eine öffentliche Beleidigung.

### Dialogizität
Mit dem Erreichen des Adressaten der Beleidigung steht diesem fast immer die Möglichkeit offen, die an ihn gerichteten Worte zu erwidern. In dieser Dialogizität von Rede und Antwort kann es einen Unterlegenen geben oder es kann ein Kräfteausgleich stattfinden. Der Kräfteausgleich findet statt, wenn die Antwort auf eine Beleidigung von gleicher Kraft ist. Bei einer Antwort größerer Kraft als der der ursprünglichen Beleidigung kann es zu einer eskalativen Dynamik kommen. Am Beispiel des Ehrduells kann man sehen, dass symbolische Gewalt in Form einer Beleidigung sich im Dialog hin bis zum Kampf um Leib und Leben zuspitzen kann.
Eine weitere Umgangsmöglichkeit im Dialog einer Beleidigung ist die Resignifizierung durch das erleidende Subjekt. Sie stellt der Beleidigung nicht eine andere Kraft entgegen, sondern ändert die Selbstzuschreibung der Beleidigung ins Positive. Als Beispiel gilt der Begriff „Queer“, der sich im angloamerikanischen Raum von einer herablassenden Bezeichnung von Homosexuellen zu einer stolzen Selbstbezeichnung gewandelt hat.
Die Dialogizität der Beleidigung führt auch dazu, dass Beleidiger Strategien einsetzen, um eine Erwiderung zu vermeiden. Formen sind Unglaubwürdigmachen des Gegenübers oder rhetorische Mittel wie Anspielung oder Ironie, welche die Beleidigung auf eine konnotative Ebene verschieben und abstreitbar machen. Eine weitere Form ist das akustische Toppen durch Lautstärke, was durch die körperliche Reaktion des Betroffenen zur Überrumpelung führen kann.

### Verletzbarkeit durch Beleidigung
Die Verletzbarkeit durch eine Beleidigung entsteht durch die Rolle von Ehre und Ansehen im Leben des erleidenden Subjekts.
Das Vokabular, welches zur Beschreibung der symbolischen Verletzung einer Beleidigung verwendet wird, hat in der Vergangenheit einen Wandel erfahren. Lange Zeit wurde durchweg der Begriff „Ehrverletzung“ verwendet. Er gilt heute weitestgehend als ein Anachronismus. An seine Stelle trat der Begriff „Kränkung“. Der Grund dafür ist der Strukturwandel von einer traditionellen Gesellschaft zu einer modernen Gesellschaft. Das soziale Gut „Ansehen“, auf das die Kränkung abzielt, steht dem sozialen Gut „Ehre“ gegenüber, auf das die Ehrverletzung verweist. Der Wandel ist Folge der Veränderung der normativen Hintergrundvorstellungen, hin zu einer höheren Bewertung des sozialen Guts „Ansehen“.

### Soziologie
- Christian Gudehus, Michaela Christ: Gewalt – Ein interdisziplinäres Handbuch. 1. Auflage. J.B. Metzler’sche Verlagsbuchhandlung und Carl Ernst Poeschel Verlag, 2013, ISBN 978-3-476-05296-4, S. 110–115.

### Philosophie
- Steffen K. Herrmann, Sybille Krämer, Hannes Kuch (Hrsg.): Verletzende Worte – Die Grammatik sprachlicher Missachtung. Transcript, Bielefeld 2007, ISBN 978-3-89942-565-9 (Aufsatzsammlung).
- Sybille Krämer, Elke Koch (Hrsg.): Gewalt in der Sprache – Rhetoriken verletzenden Sprechens. Fink, Paderborn/München 2010, ISBN 978-3-7705-4933-7 (Konferenzschrift, 2006, Berlin).
- Hannes Kuch, Steffen K. Herrmann (Hrsg.): Philosophien sprachlicher Gewalt – 21 Grundpositionen von Platon bis Butler. Weilerswist, Velbrück Wiss. 2010, ISBN 978-3-938808-98-6.
- Arthur Schopenhauer: Die Kunst zu beleidigen. (= Beck’sche Reihe. 1465). Hrsg. Franco Volpi. Beck, München 2002, ISBN 3-406-47605-8.